# La mansión Maluca del profesor Ambrósio
La Mansión Maluca del Profesor Ambrósio (en español La mansión encantada del profesor Ambrosius) es un dibujo animado brasileño en 2D, creado por Nelson Botter Jr. y coproducido por la TELE Rá-Tim-Bum y por la Tortuga Studios. Estrenó el 2 de octubre de 2010 en el mismo canal, y tuvo su segunda temporada en 6 de agosto de 2011. Actualmente está en su tercera temporada, que estrenó en febrero de 2014. Está en producción su cuarta temporada, aún sin fecha definida de estrena. Estuvo en visualización  también por los canales Zoomoo, TELES Brasil y TELES Cultura.

## Sinopsis
La Mansión Maluca es un lugar mágico, llena de historia, ciencia y cultura. Allá viven el Profesor Ambrósio, sus sobrinos, el ratinho Leslie y la araña Floribela.

## Personajes
- Profesor Ambrósio - ES el dueño de la mansión maluca. En voz baja, cabezón  y muy vanidoso con su bigote estilo clásico, es un tanto “extraño”, pero muy simpático. Siempre buscando nuevos conocimientos e informaciones, divide con los niños todo que estudia y aprende. Él es muy curioso y paciente, pero a pesar de eso, es bien confundido.

- Leslie - Se trata de un ratón bastante esperto, y también un tanto alborotador. Lo ama  provocar Floribela, pero solo hace eso porque sabe que ella no sale del pondrán... finalmente, él no es ni un poco tonto! De esa manera, rara vez ellos se encuentran en la casa. Leslie está siempre de buen humor y está siempre pronto a ayudar el Profesor Ambrósio. Y, crea, eso acontece muchas veces.

- Floribela - Muy atenciosa y cariñosa, esa pequeña araña vive en el laboratorio del pondrán de la mansión, pero es muy tímida y nunca sale de allá. Cuando el Profesor Ambrósio desciende para trabajar e investigar, ella queda muy contento y ansiosa, pues así puede aprovechar su compañía y ayudarlo en las tareas. Sin embargo, Floribela tiene un correcto probleminha de convivencia en la casa. Ella siente ciúmes del profesor y acaba no permitiendo que el ratinho Leslie entre en el pondrán.

- Claudinha y Junior - Son los sobrinos del Profesor Ambrósio que siempre visitan la mansión del tío y, las veces, se juntan en sus aventuras. Claudinha es romántica, divertida, y sensible, mientras Junior es curioso, aventureiro y un poco revuelto. Claudinha usa una ropa rosa con detalles blancos, zapatillas rosa, además de dos maria-chiquinhas. Junior usa una camisa verde con mangas que cubren sus brazos. Él tiene un tenis rojo que puede ser usado como un propulsor tipo cohete como visto en un episodio. Hay episodios en que Claudinha aparece sin Junior, y viceversa. Ganaron más destaque a partir de la segunda temporada.